# کارلیای شمالی

موقعیت کارلیای شمالی در فنلاند

کارلیای شمالی (فنلاندی: Pohjois-Karjala; سوئدی: Norra Karelen) یکی از منطقه‌های فنلاند است که هم‌مرز با منطقه‌های کاینو، ساوونیای شمالی، ساوونیای جنوبی و کارلیای جنوبی است. این منطقه‌ همچنین با روسیه مرز مشترک دارد.